# Torre de la Miel

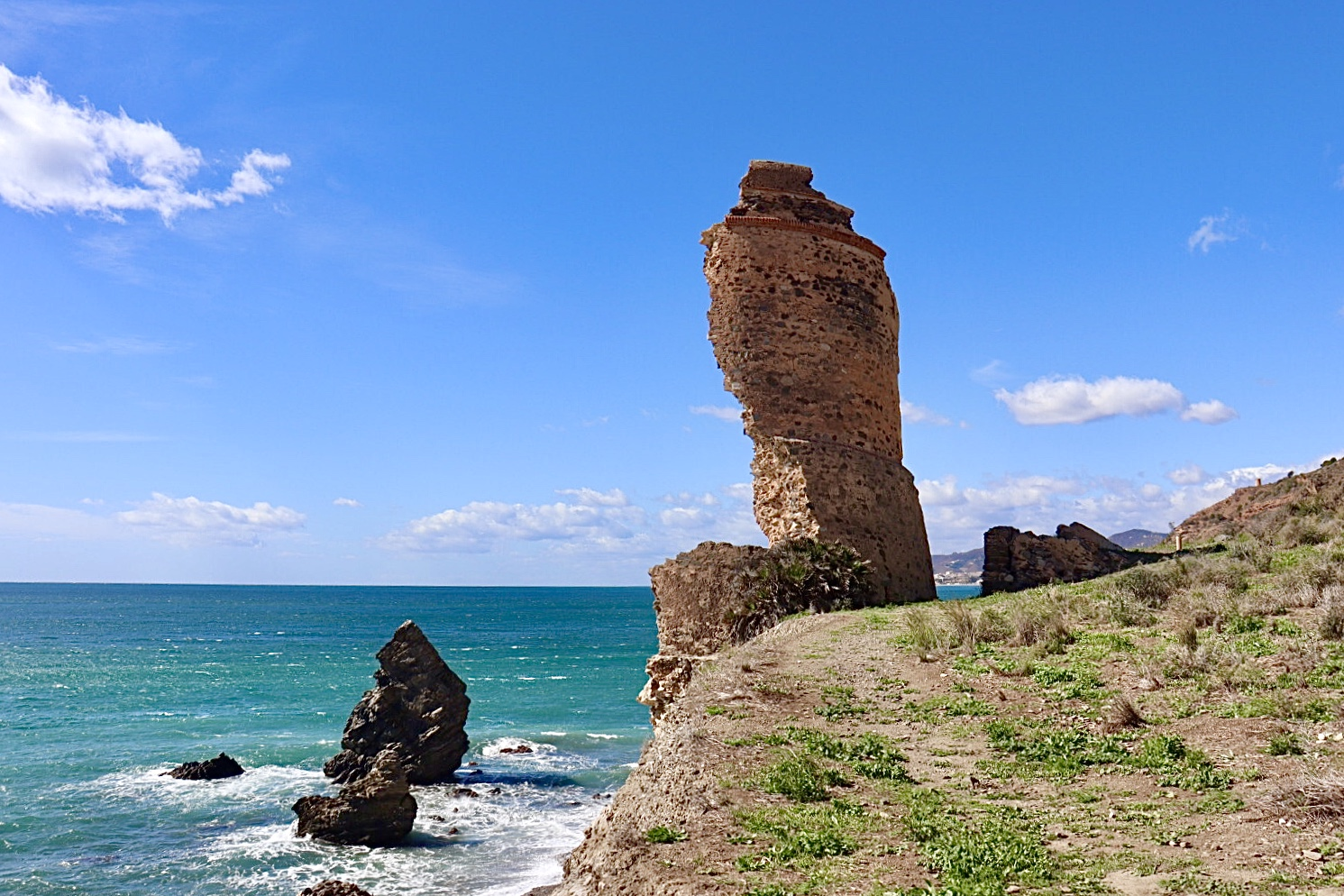
Torre de la Miel; Ostansicht

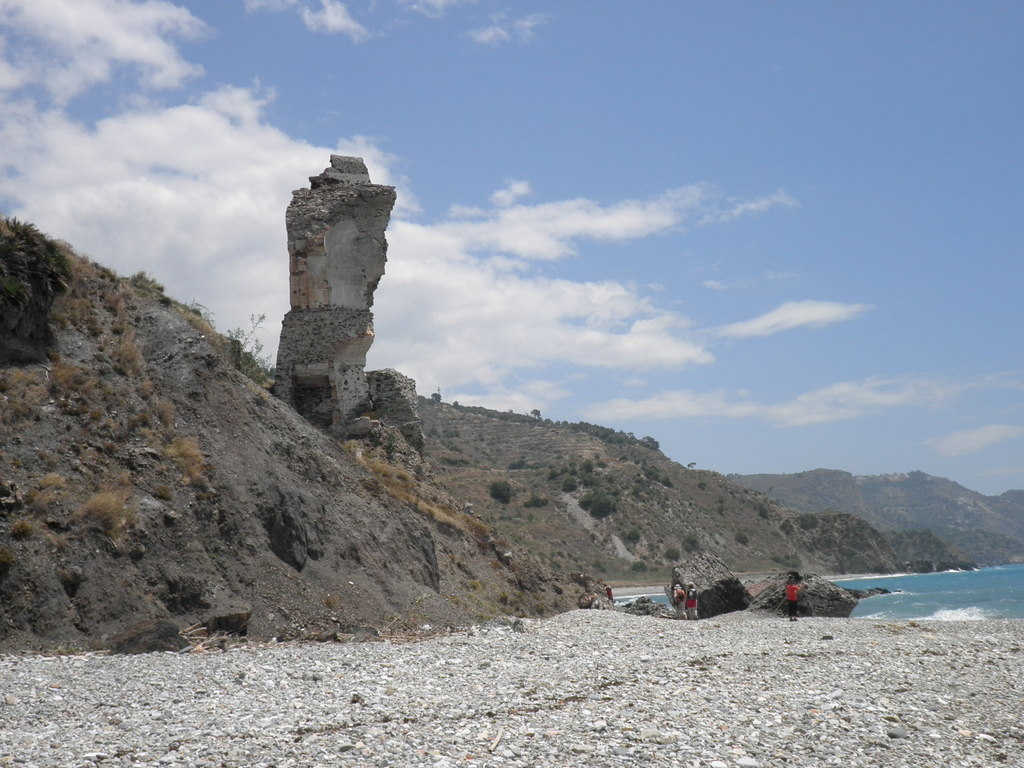
Torre de la Miel; Westansicht

Der Torre de la Miel ist ein spanischer historischer und heute zerfallender Küstenwachturm mit einem konischen Sockel und zylindrischem Oberkörper. Er befindet sich am Ufer des Mittelmeers zwischen dem Strand von Molino de Papel und der Playa de las Alberquillas in der Gemeinde Nerja in der Provinz Malaga (Andalusien), Spanien.
Der Torre wurde im 17. Jahrhundert erbaut und mit Modifikationen der Zugangstreppe aus dem 18. Jahrhundert versehen. Er diente der Artillerie zur Überwachung und Verteidigung. Im Unabhängigkeitskrieg 1812 wurde während der Besetzung durch napoleonische Truppen der Turm von der britischen Flotte zum Teil zerstört. Im Dezember 1884 erschütterte ein gewaltiges Erdbeben weite Teile der Region und auch wesentliche Bauteile des Küstenwachturms. Er wurde nicht wieder aufgebaut und unter der Nummer RI-51-0008069 im Denkmalschutzregister eingetragen.